# Lepidosiren paradoxa
Lepidosiren paradoxa is een kwastvinnige vissensoort uit de familie van de Amerikaanse longvissen (Lepidosirenidae). De wetenschappelijke naam van de soort is voor het eerst geldig gepubliceerd in 1837 door Leopold Fitzinger.